# Schefflera enneaphylla
Schefflera enneaphylla là một loài thực vật có hoa trong Họ Cuồng cuồng. Loài này được Bui miêu tả khoa học đầu tiên năm 1975.